# Kapelle Velber

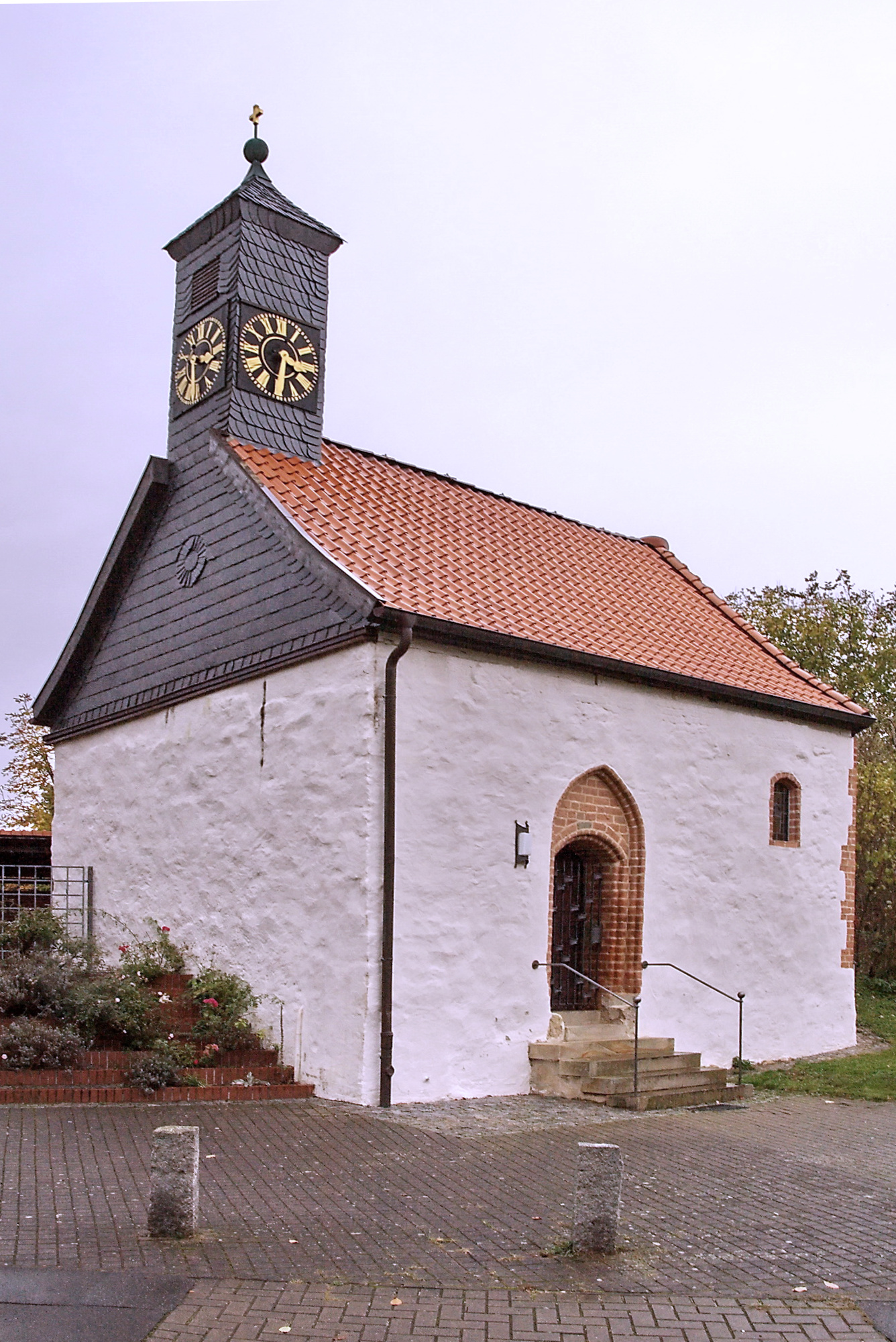
Kapelle Felber

Die evangelisch-lutherische Kapelle steht in Velber, einen Stadtteil der Stadt Seelze in der Region Hannover von Niedersachsen. Die Kapelle wird von der Johanneskirchengemeinde in Hannover-Davenstedt im Stadtkirchenverband Hannover der Evangelisch-lutherischen Landeskirche Hannovers betreut.

## Beschreibung
Die verputzte gotische Saalkirche aus Backsteinen stammt im Kern aus dem 13. Jahrhundert, sie wurde jedoch 1841 fast vollständig umgebaut. Der Chor im Osten hat einen dreiseitigen Abschluss. Aus dem Satteldach des Kirchenschiffs erhebt sich im Westen ein quadratischer, schiefergedeckter Dachreiter mit den Zifferblättern der Turmuhr. 
Im Innenraum ist ein spätmittelalterlicher Kreuzstein eingemauert. Zur Kirchenausstattung gehört ein Flügelaltar von 1610. Das Zentrum ist mit dem Kalvarienberg, die Flügel sind mit den vier Evangelisten bemalt. In der Predella ist das Schweißtuch der Veronika, von außen ist die Verkündigung dargestellt.